# Andriej Ponoczewny
Andriej Władimirowicz Ponoczewny (ros. Андрей Владимирович Поночевный; ur. 31 grudnia 1976 w Mińsku) – białoruski pianista. Laureat trzeciego miejsca w konkursie im. Czajkowskiego w 2002 i wyróżnienia w XIII Międzynarodowym Konkursie Pianistycznym im. Fryderyka Chopina w 1995.

## Biografia
W 2001 ukończył Białoruską Państwową Akademię Muzyczną. Studiował także w Texas Christian University u prof. Tamasa Ungara.
W 1995 w XIII Międzynarodowym Konkursie Pianistycznym im. Fryderyka Chopina dotarł do finału i zdobył wyróżnienie. W 2002 zajął trzecie miejsce w konkursie im. Czajkowskiego w Moskwie. Zajął też pierwsze miejsce w Tomassoni International Piano Competition w Kolonii (1996) oraz William Kapell International Piano Competition w Maryland (1998).
W 2002 uzyskał tytuł „Mińszczanina roku”. W 2009 i 2011 zdobył tytuł „Outstanding Artist in China”. Jest związany z marką Yamaha. W opinii recenzenta The Washington Post jego gra charakteryzuje się „siłą i finezją”. 
Prowadzi intensywną działalność koncertową w Ameryce Północnej, Europie i Azji. Naucza też na Uniwersytecie w Dallas. 